# 12747 Michageffert
12747 Michageffert este un asteroid din centura principală de asteroizi.

## Descriere
12747 Michageffert este un asteroid din centura principală de asteroizi. A fost descoperit pe 18 decembrie 1992 la Caussols de Eric Walter Elst. Asteroidul prezintă o orbită caracterizată de o semiaxă mare de 2,30 ua, o excentricitate de 0,14 și o înclinație de 2,3° în raport cu ecliptica.